# 京都コミュニティ放送
特定非営利活動法人京都コミュニティ放送（きょうとコミュニティほうそう）は、京都府京都市中京区、下京区の各一部地域を放送区域とする超短波放送（FMラジオ放送）の特定地上基幹放送事業者として、コミュニティ放送局「京都三条ラジオカフェ」（きょうとさんじょうラジオカフェ）を運営している特定非営利活動法人である。

## 概要
日本初の特定非営利活動法人（NPO法人）によるコミュニティ放送局である。
サービスエリアは京都市の一部地域および周辺地域、エリア内人口は約100万人、エリア内世帯数は約44万世帯
。
Radio Mix Kyoto（コミュニティラジオ京都）と有本積善社（FMまいづる）との間で放送事業の連携協定「コミュニティラジオアライアンス京都」を設立した。
役員
理事長
- 鎌田智弘

副理事長
- 太田航平
- 深尾昌峰

## 沿革
- 2001年（平成13年）9月 - 特定非営利活動法人京都コミュニティ放送設立
- 2002年（平成14年）3月5日 - 特定非営利活動法人京都コミュニティ放送設立の認証
- 2003年（平成15年）
  - 1月16日 - 放送局（現特定地上基幹放送局）の予備免許取得[3]
  - 3月27日 - 放送局の免許取得
  - 3月31日 - 本放送開始
- 2017年（平成29年）3月31日 - コミュニティラジオ アライアンス京都設立[4]

## 番組
3分単位で決められた放送利用料を支払うことで、誰でも番組を制作し放送することが出来る。そのため3・6分番組をはじめ番組数は非常に多く、また利用期間の関係から番組の入替わりが激しい。再放送契約を行っている番組に関しては、本放送とは別の時間帯に再放送が行われる。番組が入っていない時間帯はフィラーとなる。
USTREAM配信が行われている。

### 過去の番組の例
- Crossroad Station 797
- Football Thursday
- 京都三条ラジオカフェニュース（ボランティアアナウンサーが担当。原稿は京都新聞より提供を受けている。）

## 聴取率
2005年（平成17年）4月に京都コミュニティ放送が京都市内の176人を対象に実施したラジオ聴取率調査では、県域放送のα-STATIONが支持を集めていることがわかる。ただし、この調査は京都市内の民放局のみを対象としていることから、NHKや大阪府の放送局（ABC、MBS、OBCなど）の支持層を考慮する必要がある。
- α-STATION - 32.9%
- KBS京都 - 10.8%
- FM845 - 2.3%
- 京都三条ラジオカフェ - 5.1%